# Zedl, Kappel am Krappfeld
Zedl je naselje v Občini Kappel am Krappfeld v Okraju Šentvid ob Glini na Koroškem v Avstriji.